# Theokháris Theokháris
Theokháris « Kháris » Theokháris (en grec Θεοχάρης «Χάρης» Θεοχάρης), né le 6 août 1970 à Athènes, est un homme politique grec.

## Biographie
Aux élections législatives grecques de janvier 2015, il est élu député au Parlement hellénique sur la liste de La Rivière dans la deuxième circonscription d'Athènes. Il est désigné représentant parlementaire de La Rivière pour la XVIe législature.
Le 8 juillet 2019 il est nommé ministre du Tourisme dans le gouvernement de Kyriákos Mitsotákis